# Academia Nacional de Ciências (Córdoba)

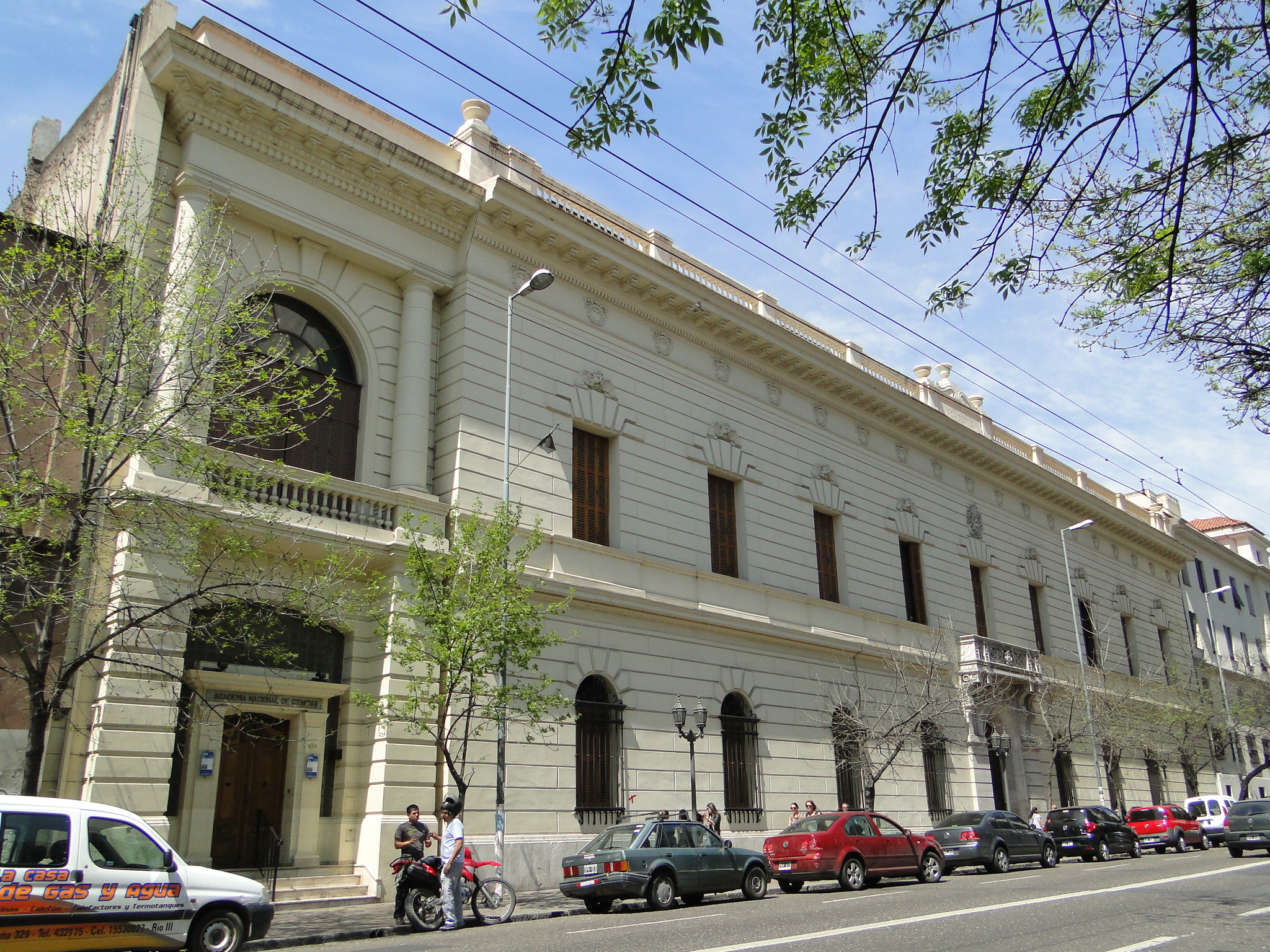
Fachada principal da Academia Nacional de Ciências em Córdova, Argentina.

A Academia Nacional de Ciências com sede na cidade de Córdoba, Argentina, foi fundada em 1869 pelo Presidente Domingo Faustino Sarmiento. A corporação científica é mantida pelo governo da Argentina, sendo a primeira Academia Nacional apoiada pelo governo federal.

## História
O antecedente mais imediato de sua criação é a Lei 322 de 11 de setembro de 1869. Esta lei autorizou ao Poder Executivo a ...contratar dentro e/ou fora do país até vinte professores, que serão destinados ao ensino de ciências especiais na Universidade de Córdova e nos colégios nacionais....
Sarmiento pediu a Burmeister que trouxesse ao país professores para fundar a Academia Nacional de Ciências de Córdoba, em 1873, redigindo seus regulamentos, sendo assim, seu primeiro diretor.
No início de 1870, começaram a estabelecer-se em Córdova os primeiros docentes estrangeiros, provenientes em sua maioria de Alemanha. O pessoal contratado pelo governo tinha a responsabilidade de formar professores em ciências naturais e exatas e de levar a cabo a investigação científica do território nacional.
Depois de algumas tentativas frustradas, em 22 de junho de 1878, o poder executivo argentino aprovou por decreto o regulamento da Academia Nacional de Ciências, que lhe deu sua forma definitiva como corporação científica, separada da Universidade Nacional de Córdoba e sem responsabilidades em tarefas docentes.
Desde sua criação, a instituição orientou-se ao desenvolvimento e divulgação das ciências exatas e naturais, ao estudo e exploração do território do país e a assessorar ao Governo Nacional, aos Governos Provinciais e a outras instituições científicas, nos temas de sua especialidade.
O edifício da Academia Nacional de Ciências foi inaugurado em 1897 e foi declarado Monumento Histórico Nacional no ano 1994 pela lei n.º 24414.

## Endereço
- Academia Nacional de Ciências
- Avenida Vélez Sársfield 229, Córdova, Argentina
- Fax: (+)54-351-4332089/4216359.
- Correio electrônico: info@acad.uncor.edu
- Site da Academia: acad.uncor.edu